# Klaus Bergmann
Klaus Bergmann (* 23. Februar 1938 in Essen; † 18. November 2002 in Gießen) war ein deutscher Historiker und Geschichtsdidaktiker an der Universität Gießen.

## Leben
Bergmann studierte Geschichte und Philosophie und promovierte 1968 an der Universität Münster mit Studien zu Großstadtfeindschaft und 'Landflucht' – Bekämpfung in Deutschland seit dem Ende des 19. Jahrhunderts. Sein Doktorvater war der Historiker Heinz Gollwitzer. Seit 1972 war Bergmann Professor an der Universität Gießen. Sein Assistent an der Universität Gießen war in den 1970er Jahren Hans-Jürgen Pandel. Bergmann entwickelte die geschichtsdidaktischen Prinzipien der Personifizierung und der Multiperspektivität weiter. Er war führend in der Richtung einer kritischen Geschichtsdidaktik, die auf eigenes und kritisches Denken im Unterricht setzte und gegen bloßes Fakten- und Begriffslernen war. Zentral war ihm der Beitrag des Faches für eine Demokratisierung der Gesellschaft und die Emanzipation des Einzelnen.
Bergmann war Mitherausgeber verschiedener Standardwerke und Zeitschriften. Er gehört zu den Verfassern der im Klett-Verlag erscheinenden Schulbücher erinnern und urteilen (Unterrichtseinheiten Geschichte) und Geschichte und Geschehen (vier Bände, erschienen in sieben Ausgaben). Ein Schüler Bergmanns ist Ulrich Mayer. Zusammen mit Annette Kuhn, Jörn Rüsen und Gerhard Schneider gab er die Buchreihe Geschichtsdidaktik Studien-Materialien heraus.
Klaus Bergmann war verheiratet mit der Geschichtsdidaktikerin Susanne Thurn.

## Werke (Auswahl)
Autor
- Personalisierung im Geschichtsunterricht. Erziehung zu Demokratie? Klett, Stuttgart 1972, ISBN 3-12-927420-0.
- Multiperspektivität. Geschichte selber denken. Wochenschau, Schwalbach/Ts. 2000, ISBN 3-87920-742-9.
- Der Gegenwartsbezug im Geschichtsunterricht. Wochenschau, Schwalbach/Ts. 2001, ISBN 3-87920-750-X.

Mitherausgeber
- Handbuch der Geschichtsdidaktik. Schwann, Düsseldorf 1979. 5. Auflage Kallmeyer, Seelze-Velber 1997, ISBN 3-7800-4920-1.
- Geschichtsdidaktik (Zeitschrift 1976–1987).
- Geschichte lernen (Zeitschrift seit 1987).
- Reihe Methoden historischen Lernens. Wochenschau Geschichte, Schwalbach/Ts.